# Otar Dadunaschwili
Otar Dadunaschwili (georgisch ოთარ დადუნაშვილი; * 21. März 1928; † 28. August 1992) war ein sowjetischer Radrennfahrer und nationaler Meister im Radsport.

## Sportliche Laufbahn
Dadunaschwili war im Bahnradsport aktiv. Er war georgischer Abstammung und in der Sowjetunion aktiv. Er war Teilnehmer der Olympischen Sommerspiele 1952 in Helsinki. Im Sprint war er im Vorlauf gegen Franck Le Normand unterlegen. Danach schied er in der ersten Hoffnungsrunde aus.
1952 gewann er die nationale Meisterschaft im Sprint und im Tandemrennen. Zuvor war er 1950 Meister bei den Junioren in dieser Disziplin geworden.